# 황형 묘
황형 묘(黃衡 墓)는 인천광역시 강화군 월곳리에 있는 조선 성종·중종 때의 무신인 황형(黃衡, 1459 - 1520)의 묘소이다. 2013년 7월 29일 인천광역시의 기념물 제65호로 지정되었다.

## 개요
묘소에는 대리암으로 된 묘비를 비롯하여 상석, 향로석, 망주석, 문인석 등의 석물이 배치되어 있다. 묘비의 비좌는 둥글둥글한 연꽃잎 장식이 새겨진 네모진 모양이며 투구처럼 생긴 화관석을 갖추고 있다. 비의 앞면에는 ‘정헌대부 공조판서겸 오위도총부 도총관 지훈련원사 장무공황형지묘’라 새겨져 있다. 신도비는 묘소 아래에 세워져 있으며 높이 270cm, 폭 80cm의 규모이다.

## 현지 안내문
조선 중기의 명장 황형(1459~1520)의 묘이다. 본관은 창원(昌原)이다.
성종 11년(1480) 무과에 급제하여 여러 관직을 거치고, 중종 5년(1510)
경상남도 해안지방에서 일어난 일본 거류민들의 폭동 사건인
삼포왜란이 일어나자 제포(薺浦)에서 왜적을 크게 무찌르고 경상도
병마절도사가 되었다. 그뒤 평안도 변방에서 야인이 반란을
일으키자 순변사로 나가 이를 진압하였고, 이어서 평안도·함경
북도의 병마절도사를 거쳐 공조판서에 이르렀다. 시호는 장무(莊武)
이다. 묘역은 곡장이 없이 원형 봉분으로 부부 쌍분이며, 묘역의
오른편 산 아래에는 신도비와 황형 장군의 위패를 모신 장무사(莊武詞)
가 있다.

## 같이 보기
- 황형 택지 - 강화군 향토유적 제3호

## 참고 자료
- 황형 묘 - 국가유산청 국가유산포털